# Egbert Belcredi
Hrabě Egbert Belcredi, též Ekbert Belcredi (2. září 1816 Jimramov – 11. října 1894 Líšeň), byl moravský a předlitavský konzervativní šlechtic a politik, stoupenec českého státoprávního programu.

## Život

### Rodina a mládí
Pocházel z původně italského (lombardského) rodu Belcredi. Byl nejstarším synem Eduarda Belcrediho a Marie z Fünfkirchenu. Po smrti otce v roce 1838 se ujal vedení jimramovského panství. Dne 7. března 1848 se oženil s Kristýnou Nosticovou.
Do roku 1845 sloužil v armádě Rakouského císařství, kde dosáhl hodnosti rytmistra.

### Politická činnost
Byl aktivní v politickém životě. Poprvé do politiky vstoupil už během revolučního roku 1848. Od roku 1848 do roku 1849 zasedal jako poslanec Moravského zemského sněmu. Nastoupil sem po zemských volbách roku 1848 za kurii virilistů a velkostatků.
Potom po obnovení ústavního systému vlády dlouhodobě zasedal na Moravském zemském sněmu od roku 1861 (s přestávkami). Byl předákem Strany konzervativního velkostatku na Moravě. Od 60. let 19. století hrál na Moravě podobnou roli jako v Čechách Jindřich Jaroslav Clam-Martinic, tedy představitel historické šlechty, orientované federalisticky, odmítající unifikaci a centralizaci rakouského státu a trvající na zachovávání historických zemských práv a státoprávní odlišnosti zemí koruny české. S Clam-Martinicem ho pojilo i osobní přátelství. Zároveň ale trval na specifičnosti Moravy a jejích historických tradic a samosprávy. Předák českého hnutí na Moravě Alois Pražák s ním v tomto smyslu koncem 60. let konzultoval své kroky. Spolu s Pražákem byl tehdy hlavní postavou českého politického života na Moravě. Poslanecký slib skládal v únoru 1867 v češtině.
V květnu 1870 se účastnil velké porady českých liberálních i šlechtických politiků z Čech a Moravy v době, kdy nový předseda vlády Alfred Potocki inicioval rozhovory s českou opozicí a kdy se očekávala možnost dohody a naplnění českých požadavků. Na jednání bylo dohodnuto, že za základ českých požadavků se budou brát starší zemská privilegia a císařský patent z roku 1848 (takzvaná česká charta).
V prvních přímých volbách do Říšské rady roku 1873 získal i mandát v Říšské radě (celostátní zákonodárný sbor), kde reprezentoval kurii venkovských obcí, obvod Brno, Vyškov atd. V souladu s tehdejší českou opoziční politikou pasivní rezistence ale mandát nepřevzal a do sněmovny se nedostavil. Jeho mandát tak byl 4. března 1874 prohlášen za zaniklý z důvodu absence. V tomto odmítavém přístupu k vídeňskému parlamentu byl radikálnější než liberální česká reprezentace na Moravě (Alois Pražák a jeho stoupenci na Říšskou radu v lednu 1874 nastoupili, byť s ohrazením, že trvají na zachování historických práv a odmítají stávající ústavu). Belcredi tehdy vstoupil pouze na Moravský zemský sněm.
V roce 1879 Eduard Taaffe, tehdy představitel konzervativního německorakouského tábora, inicioval jednání s českou opozicí (liberální i šlechtickou), na jejichž konci byl český vstup na Říšskou radu, zahájení aktivní politiky a přechod Čechů do provládního tábora. Ve volbách do Říšské rady roku 1879 byl Belcredi zvolen za velkostatkářskou kurii na Moravě. Nyní mandát převzal. Podílel se zejména na činnosti výboru pro reformu živnostenského řádu, jehož byl i předsedou. Opětovně byl zvolen ve volbách do Říšské rady roku 1885 (nyní za velkostatkářskou kurii v Čechách).
Po volbách v roce 1879 se na Říšské radě připojil k Českému klubu (jednotné parlamentní zastoupení, do kterého se sdružili staročeši, mladočeši, česká konzervativní šlechta a moravští národní poslanci). Jako člen parlamentního Českého klubu se uvádí i po volbách v roce 1885.

### Spolková a veřejná činnost
Na rozdíl od svého otce dbal Egbert o svá panství. Angažoval se také v kulturním životě na Moravě. Stál u vzniku řady spolků, jako byly například Moravská orlice, Matice moravská, Matice Besedního domu a Katolická politická jednota moravská, jejímž byl předsedou. Většinu času trávil na zámku v Líšni, kam si zval významné osobnosti tehdejší doby. Také zde vytvořil knihovnu, čítající na 25 000 svazků, a rozsáhlé archeologické a historické sbírky. Roku 1862 založil v obci klášter Milosrdných sester sv. Karla Boromejského s kaplí sv. Josefa, otevřený roku 1863 i s opatrovnou pro sirotky a se školou pro chlapce i dívky. Opatrovnu měla v péči jeho manželka Christina, rozená Nostic-Rhienecková.
V Jimramově dal na počest své manželky postavit klášter Christianeum.
Roku 1894 hraběte Egberta postihla mrtvice, která mu znemožnila účast na klerikálním sjezdu v Brně a vyřadila ho obecně z aktivní politiky. Zemřel krátce po druhém záchvatu mrtvice 11. října 1894 v Líšni. Zemřel bezdětný a veškerý majetek přešel na jeho bratra Richarda Belcrediho. Na pozici vůdce moravské konzervativní šlechty ho vystřídal Otto Serényi a také jeho synovec Ludvík Egbert Belcredi.